# Antonio Martín y Coll

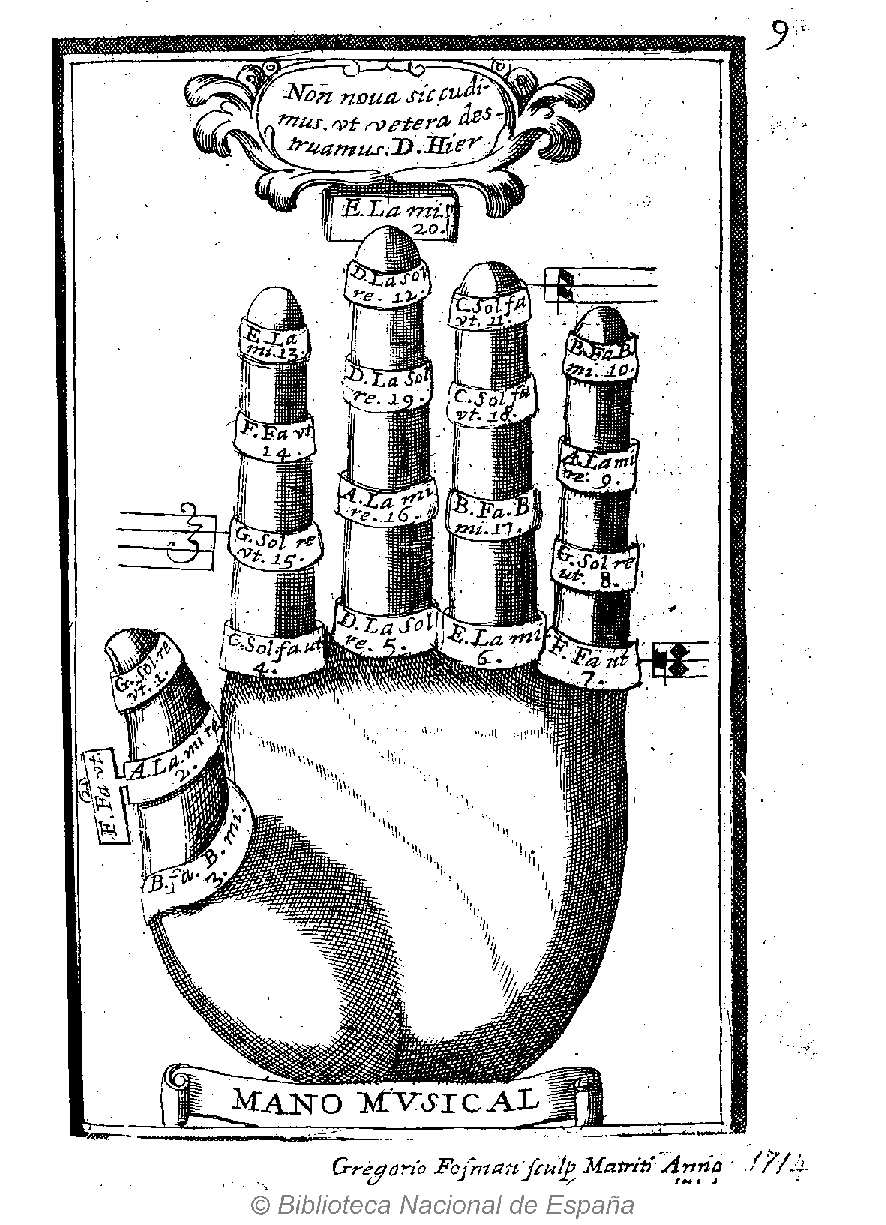
Mano musical. Ilustración de Gregorio Fosman para el Arte de canto llano, y breve resumen de sus principales reglas para cantores de choro de Antonio Martín y Coll, en Madrid, por la Viuda de Juan García Infanzón, 1714. Biblioteca Nacional de España, M/93.

Antonio Martín y Coll (Reus, Tarragona, ca. 1660 - Madrid ca. 1734) fue un fraile franciscano, organista, compositor y coleccionista español de música barroca.

## Datos biográficos
Martín y Coll, muy joven, ingresó en el monasterio de San Diego de Alcalá de Henares donde llegaría a ser organista. Estudió música y órgano con Andrés Lorente y fue amigo del organista Josep Elies. Desde 1707 hasta su muerte, fue organista en el monasterio de San Francisco el Grande, en Madrid. Probablemente falleció allí entre 1733 y 1735.

## Obras
Su fama en la actualidad proviene de los cuatro volúmenes de la llamada Flores de música, una recopilación, realizada entre 1706 y 1709, de cientos de piezas para teclado, casi todas ellas anónimas, que se conserva manuscrito en la Biblioteca Nacional de Madrid. Dado que las obras ya eran célebres en la época de la recopilación, es posible que el público de entonces sí haya conocido al compositor. Los expertos de la actualidad han logrado atribuir gran cantidad de estas obras a la autoría de Arcangelo Corelli, Georg Friedrich Händel, Girolamo Frescobaldi, Denis Gaultier, Aguilera de Heredia, Juan Bautista Cabanilles y Antonio de Cabezón.
El quinto volumen de las Flores de música, intitulado "Ramillete oloroso: suabes flores de música para órgano", contiene sobre todo música para ese instrumento. Se cree que, en general, las obras de este volumen son composiciones del propio Martín y Coll. Dos de ellas son variaciones sobre La folía, una composición larga Diferencias sobre las folías y una más breve, Folías.
Si bien fue sobre todo organista, Martín y Coll también publicó un par de tratados de música: Arte de canto llano, y breve resumen de sus principales reglas, para cantores de choro, Madrid: Viuda de Juan García Infançon, 1714 (con reedición ampliada en 1719) y Breve suma de todas las reglas de canto llano y su explicación. Madrid: [s.n.], 1734.